# ウェスリー・オートリー

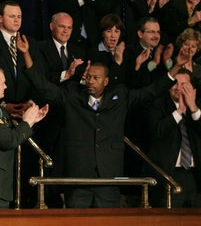
ウェスリー・オートリー

ウェスリー・オートリー（Wesley Autrey、1956年 - ）は、ニューヨーク市の建設作業員、アメリカ海軍退役軍人（ベトナム戦争）。ニューヨーク地下鉄で発作の為に線路上に落ちた Cameron Hollopeter（19歳の大学生）の命を自らの危険を顧みず救ったことにより、その名が世界的に知られるようになった。

## 地下鉄での事件
2007年1月2日、オートリーは2人の娘とマンハッタンの 137丁目-シティ・カレッジ駅 で電車を待っていた所、午後12時45分 Cameron Hollopeter が発作を起こし、後ろ向きに線路へ転落したのを発見。オートリーは地下鉄のライトが近づいてくるのを見る。女性がオートリーの娘を線路際から引き下げ、オートリーは線路に飛び降りた。彼は、線路以外の空間へ救出を行おうと思っていたが、十分な空間が無いのを発見、Hollopeter の上に被さり電車をやり過ごした。運転手は気づきブレーキをかけたが、5車両は彼らの上を通過、地面から電車までが21インチ、彼らの寝た状態の高さは、20.5インチであった。オートリーのニットキャップには電車のグリース（油）がついていた。

## 事後
```
「特別なことをやった訳ではなく、助けを必要としている人に手を貸しただけ、自分が正しいと感じたことを行った。」 - 
ニューヨーク・タイムズ
```

翌1月3日までに見知らぬ他人から多数の贈呈品、賞賛の電話を受け、ニューヨークフィルムアカデミー (New York Film Academy) 学長 Jerry Sherlock より5,000ドル、ドナルド・トランプより10,000ドルの贈与を受けた。また、全国版の朝の番組や、デイヴィッド・レターマン、エレン・デジェネレス、Charlie Rose などの番組にゲストとして招かれた。
さらに2007年1月4日、ニューヨーク市長マイケル・ブルームバーグは、同市民へ最高の勲章、 Bronze Medallion を贈呈した。

## 参照
- NYC Subway Savior Recalls Narrow Escape：ワシントン・ポスト
- NY subway 'hero' saves teenager：BBC
- Construction Worker One Day, Subway Hero the Next：ニューヨーク・タイムズ
- www.20minutes.ch: vivez, plus intense （フランス語）